# Сапротрофно хранене
Сапротрофното хранене е процес на хемохетеротрофно извънклетъчно храносмилане, участващ в обработката на разложена (мъртва или отпадъчна) органична материя. Среща се при сапробионтите и най-често се свързва с царство Гъби и почвени бактерии. При растенията и бактериалната флора той се нарича и сапрофитно хранене. Процесът най-често се улеснява чрез активен транспорт на органичната материя чрез ендоцитоза във вътрешния мицел и неговите съставни хифи.

## Допълнителна информация
- Clegg, C. J., Mackean, D. G. Advanced Biology: Principles and Applications. 2nd.   Hodder Publishing, 2006.
- Zmitrovich, I. V. Wood-inhabiting fungi //  Fungi from Different Substrates.   N. Y., CRC Press, Taylor and Francis group, 2014. с. 17 – 74.